# وبائيات معرفية
الوبائيات المعرفية هي إحدى مجالات البحث المتخصصة في الارتباطات بين درجات اختبار الذكاء من جهة (بما في ذلك نسبة الذكاء «آي كيو» أو عوامل «جي» المستنتجة) والصحة، معدل الأمراض (النفسية والجسدية) ومعدل الوفيات على وجه التحديد، من جهة أخرى. نموذجيًا، يجب الحصول على درجات الاختبار في مرحلة مبكرة من العمر، ثم مقارنتها مع معدلي الأمراض والوفيات اللاحقين. بالإضافة إلى اكتشاف هذه الارتباطات وتحديدها، تسعى الوبائيات المعرفية إلى فهم العلاقات السببية ما بين الذكاء والنتائج الصحية. يجادل باحثو هذا المجال بأن قياس الذكاء في عمر مبكر مؤشر بالغ الأهمية للتنبؤ باختلافات الصحة ومعدل الوفيات في وقت لاحق من الحياة. 

## معدلات الأمراض والوفيات بشكل عام
ظهر ارتباط عكسي قوي بين الذكاء في عمر مبكر ومعدل الوفيات بين المجموعات السكانية المختلفة في دول مختلفة وفي عصور مختلفة.
شملت إحدى الدراسات مليون رجل سودي وأشارت إلى وجود «ارتباط قوي بين القدرة المعرفية وخطر الموت».
أظهرت دراسة مماثلة على 4,289 جندي أمريكي سابق وجود علاقة مشابهة بين درجة الذكاء «آي كيو» ومعدل الوفيات.
أدى هذا الارتباط العكسي القوي بين الذكاء ومعدل الوفيات إلى إثارة التساؤلات حول تأثير وجود تعليم عام أفضل على تأخير الوفيات. 
توجد علاقة إيجابية معروفة بين الوضع الاجتماعي الاقتصادي للفرد من جهة وصحته من جهة أخرى. وجدت دراسة في عام 2006 انخفاض هذه العلاقة بشكل ملحوظ بعد التحكم في نسبة الذكاء «آي كيو».
في سكتلندا، أثبتت الأبحاث انخفاض فرصة الوصول لعمر الستة والسبعين إلى الخمس لدى الأشخاص الذين انخفضت لديهم نسبة الذكاء «آي كيو» بمقدار 15 نقطة، في حين استمرت فرصة الوصول لهذا العمر في الانخفاض بنسبة 37% لدى الأشخاص الذين انخفضت لديهم نسبة الذكاء «آي كيو» بمقدار 30 نقطة مقارنة بالأشخاص السابقين ذوي نسبة الذكاء الأعلى.
أشارت دراسة أسكتلندية أخرى إلى فشل درجات ذكاء الطفولة أو المرحلة العمرية الحالية في التنبؤ بمعدل الوفيات بمجرد بلوغ الشخص سن الشيخوخة (79 في هذه الدراسة)، إذ يُفضل استخدام الانخفاض النسبي في القدرات المعرفية من السن 11 إلى السن 79 من أجل هذا الغرض. أظهرت الدراسة أيضًا نجاح القدرات السائلة في التنبؤ بمدة البقاء لدى الأفراد المتقدمين في العمر مقارنة بالقدرات المتبلورة.
وُجد ارتباط بين الذكاء في مرحلة الطفولة ومعدل الوفيات أيضًا لدى الأطفال الموهوبين، الذين يتميزون بذكاء يزيد عن 135. ارتبط ارتفاع الذكاء بمقدار 15 نقطة مع انخفاض معدل الوفيات بنسبة 32%. يبقى هذا الارتباط قائمًا حتى الوصول إلى درجة الذكاء 163، إذ لا يمتلك الذكاء العالي بعد هذه الدرجة أي ميزة إضافية بالنسبة لمعدل الوفيات.
أشار التحليل التلوي للعلاقة بين الذكاء ومعدل الوفيات إلى ارتفاع معدل الوفيات بنسبة 24% لكل انحراف معياري واحد (15 نقطة) في درجة الذكاء «آي كيو». خلص هذا التحليل التلوي أيضًا إلى عدم وجود فرق في الارتباط بين الذكاء ومعدل الوفيات ما بين الرجال والنساء على الرغم من وجود اختلافات بين الجنسين في انتشار المرض ومتوسط العمر المتوقع.
أظهرت متابعة سكانية شاملة على مدى 68 عام وجود ارتباط مع معدلات الوفيات الإجمالية في معظم مسببات الموت الرئيسية. يُستثنى من ذلك السرطانات غير المرتبطة بالتدخين والانتحار.
يوجد أيضًا ارتباط عكسي قوي بين الذكاء ومعدل الأمراض لدى البالغين. ثبت أن نسبة الإجازات المرضية طويلة الأجل، بالإضافة إلى احتمالية تلقي معاشات العجز، مرتبطة بانخفاض القدرات المعرفية لدى البالغين.

## الأمراض الجسدية

### مرض القلب التاجي
أظهرت إحدى نتائج الوبائيات المعرفية انخفاض خطر الموت من مرض القلب التاجي لدى الرجال ذوي معدل «آي كيو» المرتفع. ينخفض هذا الارتباط عند التحكم في المتغيرات الاقتصادية الاجتماعية، مثل التحصيل العلمي والدخل، إلا أنه لا يُلغى بالكامل. يشير ذلك إلى احتمالية تشكيل معدل «آي كيو» عامل خطر مستقل للوفاة. وجدت إحدى الدراسات أن تدني الدرجات اللفظية والبصرية المكانية والحسابية مؤشر جيد للتنبؤ بالمرض القلبي التاجي على وجه التحديد. يمثل التصلب العصيدي، أو ثخانة جدران الشرايين الناتجة عن المواد الدهنية، عاملًا رئيسيًا في الإصابة بالأمراض القلبية وبعض أشكال السكتة الدماغية. وُجد أيضًا ارتباط التصلب العصيدي مع انخفاض «آي كيو».

### السمنة
يرتبط تدني الذكاء في مرحلة الطفولة والمراهقة بزيادة خطر الإصابة بالسمنة. أشارت إحدى الدراسات إلى انخفاض خطر الإصابة بالسمنة في سن 51 عام بنسبة 24% عند ارتفاع معدل الذكاء 15 نقطة. أثار اتجاه هذه العلاقة الجدل، إذ جادل البعض بتأثير السمنة نفسها على درجة الذكاء مؤدية إلى تدنيها، مع ذلك، أظهرت الدراسات الحديثة أن انخفاض مستوى الذكاء من شأنه زيادة خطر الإصابة بالسمنة.

### ضغط الدم
ارتبط ارتفاع معدل الذكاء في الطفولة والمراهقة بانخفاض ضغط الدم وانخفاض خطر الإصابة بفرط الضغط الشرياني.

### السكتة الدماغية
ظهرت العديد من الأدلة القوية التي دعمت وجود ارتباط بين الذكاء والسكتة الدماغية، إذ أشارت إلى ارتفاع خطر الإصابة بالسكتة الدماغية لدى الأشخاص منخفضي الذكاء. أشارت إحدى الدراسات إلى كون الاستدلال البصري المكاني المؤشر الأفضل للتنبؤ بالسكتة الدماغية مقارنة بغيره من الاختبارات المعرفية. علاوة على ذلك، وجدت هذه الدراسة عدم ظهور تأثير كبير للتحكم في المتغيرات الاجتماعية الاقتصادية على انخفاض الارتباط ما بين الاستدلال البصري المكاني والسكتة الدماغية.

### السرطان
أظهرت الدراسات حول العلاقة بين السرطان والذكاء نتائج مختلفة. وجدت بعض الدراسات الصغيرة بمعظمها ارتفاع خطر الموت من السرطان لدى أولئك منخفضي الذكاء. أشارت دراسات أخرى إلى ارتفاع خطر الإصابة بسرطان الجلد عند ارتفاع معدل الذكاء. مع ذلك، لم تجد غالبية الدراسات عمومًا أي علاقة ثابتة ما بين السرطان والذكاء.

## السلوكيات المتعلقة بالصحة

### الكحول
لا توجد علاقة مباشرة بين الذكاء واستهلاك الكحول. في بعض المجموعات، ارتبط الذكاء المرتفع مع انخفاض خطر الإسراف في الشرب. وجدت إحدى الدراسات الأسكتلندية علاقة بين الذكاء المرتفع وانخفاض احتمال الإسراف في الشرب، لكن لم تقس الدراسة وحدات الكحول المستهلكة بل استخدمت حالات الخُمار الناتجة عن الكحول في منتصف العمر كبديل عن الإسراف في الشرب. أشارت العديد من الدراسات إلى حدوث تأثير معاكس، إذ ارتفع احتمال تكرار عدد مرات الشرب، واستهلاك المزيد من الوحدات وخطر تطوير مشكلة إدمان على الكحول لدى الأفراد ذوي الذكاء المرتفع، وخاصة لدى النساء.

### المخدرات
ربطت دراسة أمريكية تعاطي المخدرات بالذكاء، إذ أشارت إلى ارتفاع نسبة تعاطي المخدرات بين الأفراد منخفضي نسبة الذكاء «آي كيو». مع ذلك، أظهرت دراسة في المملكة المتحدة علاقة معاكسة، إذ ارتبط معدل الذكاء المرتفع مع زيادة تعاطي المخدرات بشكل غير قانوني.

### التدخين
استمرت العلاقة بين الذكاء والتدخين في التغير مع تغير مواقف الحكومات والعامة تجاه التدخين. لم يظهر ارتباط بين التدخين والذكاء بالنسبة للأفراد المولودين في عام 1921؛ مع ذلك، ظهر ارتباط بين ارتفاع معدل الذكاء والقدرة على الإقلاع عن التدخين بحلول مرحلة البلوغ. أظهرت دراسة بريطانية أخرى ارتباطًا عكسيًا بين نسبة الذكاء «آي كيو» في مرحلة الطفولة واحتمال البدء بالتدخين.

### النظام الغذائي
أشارت دراسة بريطانية إلى ارتباط نسبة الذكاء «آي كيو» المرتفعة في الطفولة مع ميل الشخص نحو النباتية في مرحلة البلوغ. ترتفع فرصة اختيار الأفراد الأعلى ذكاءً للأنظمة الغذائية الصحية، بما في ذلك تلك المحتوية على كمية أكبر من الفاكهة والخضراوات، والأسماك، والدجاج وخبز الدقيق الكامل فضلًا عن كمية أقل من الأطعمة المقلية. 

### التمارين الرياضية
ارتبط ارتفاع معدل الذكاء بممارسة التمارين الرياضية. يميل الأطفال الأكثر ذكاءً إلى ممارسة الرياضة بشكل أكبر وأكثر حيوية في مرحلة البلوغ.
أشارت دراسة على 11,282 فرد في اسكتلندا، ممن خضعوا لاختبارات الذكاء في سن 7، و9 و11 في خمسينيات وستينيات القرن العشرين، إلى وجود «ارتباط خطي عكسي» بين معدل الذكاء في الطفولة وحالات الإحالة إلى المستشفى نتيجة التعرض للإصابات في مرحلة البلوغ. استمر وجود هذا الارتباط بين نسبة الذكاء «آي كيو» في مرحلة الطفولة وخطر التعرض للإصابات في مرحلة لاحقة من الحياة حتى بعد أخذ عدد من العوامل في الحسبان، مثل الخلفية الاقتصادية الاجتماعية للطفل.